# Voo Miami Air 293
O Voo Miami Air 293 foi um voo de fretamento militar internacional da Baía de Guantánamo, Cuba, para a Estação Aérea Naval de Jacksonville, Estados Unidos, operado pela Miami Air International. Em 3 de maio de 2019, um Boeing 737-800 operando a rota ultrapassou a pista no pouso. Vinte e uma pessoas ficaram feridas. A aeronave foi retirada de serviço, tornando-se a 17ª perda total de um Boeing 737-800.

## Aeronave

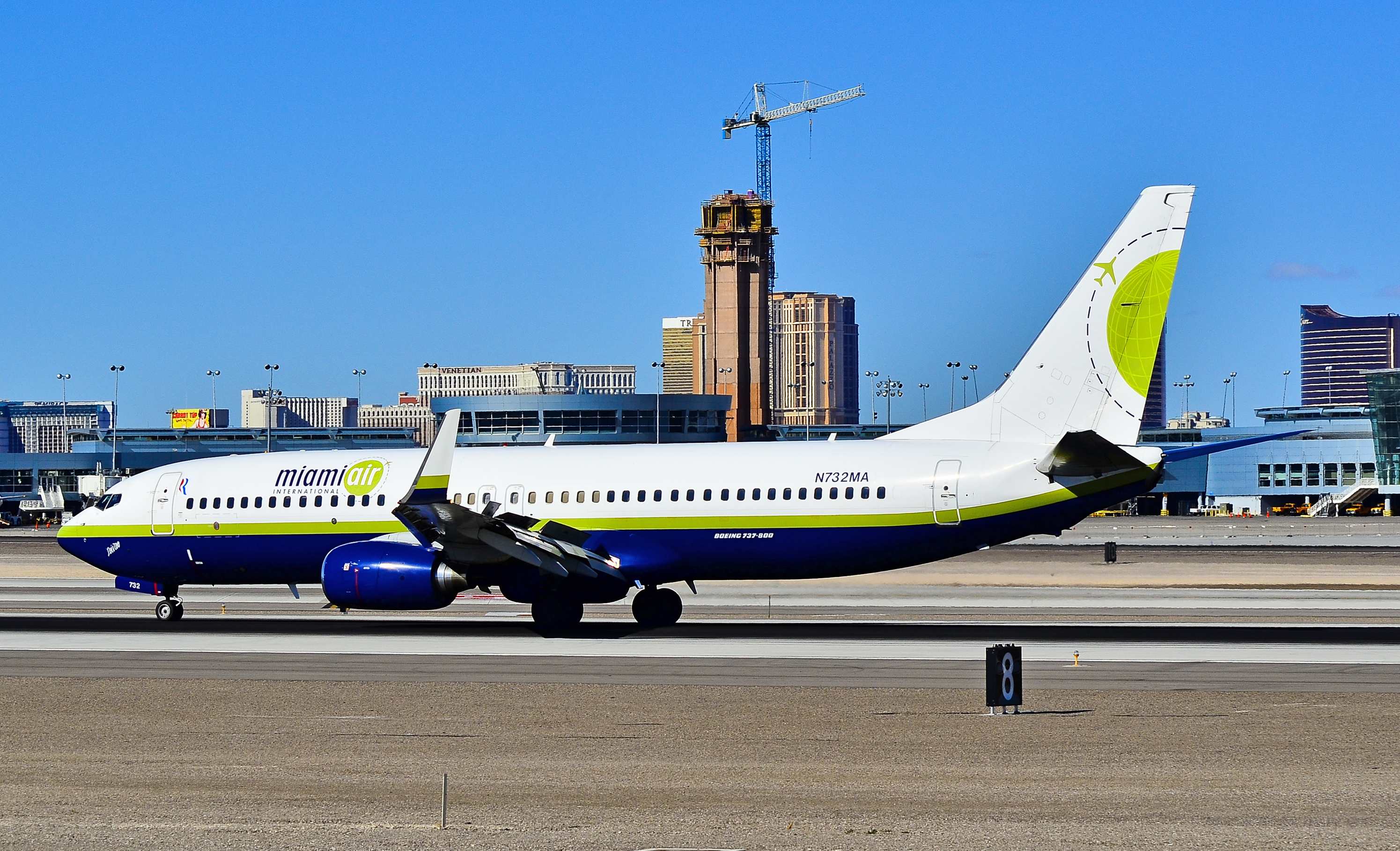
N732MA, a aeronave envolvida no acidente em 2012

A aeronave acidentada era um Boeing 737-81Q, prefixo N732MA. A aeronave havia voado pela primeira vez em 12 de abril de 2001. Ele havia entrado em serviço com a Miami Air em 26 de abril de 2001. Na época do acidente, havia voado por 38.928 horas e 57 minutos em 15.610 voos.

## Acidente
O Voo Miami Air 293 era um voo não regular da Baía de Guantánamo para Jacksonville, onde servia para transportar militares e civis relacionados. O Boeing 737-800, derrapou na pista de Jacksonville no Rio St. Johns enquanto tentava pousar em uma tempestade. Os serviços de emergência, incluindo mais de 50 bombeiros, resgataram todos os 136 passageiros e sete tripulantes.
O avião nunca submergiu. No entanto, muitos passageiros na parte dianteira e intermediária do avião ficaram encharcados quando a água entrou pelas brechas na fuselagem. Também havia vários centímetros de água nas fileiras da parte traseira do avião. Vinte e uma pessoas ficaram feridas e foram transportadas para o hospital, mas não houve feridos graves.
Presume-se que pelo menos três animais transportados no porão da aeronave tenham morrido. As autoridades estavam preocupadas com o espalhamento de combustível no rio e trabalharam para contê-lo.

## Investigação

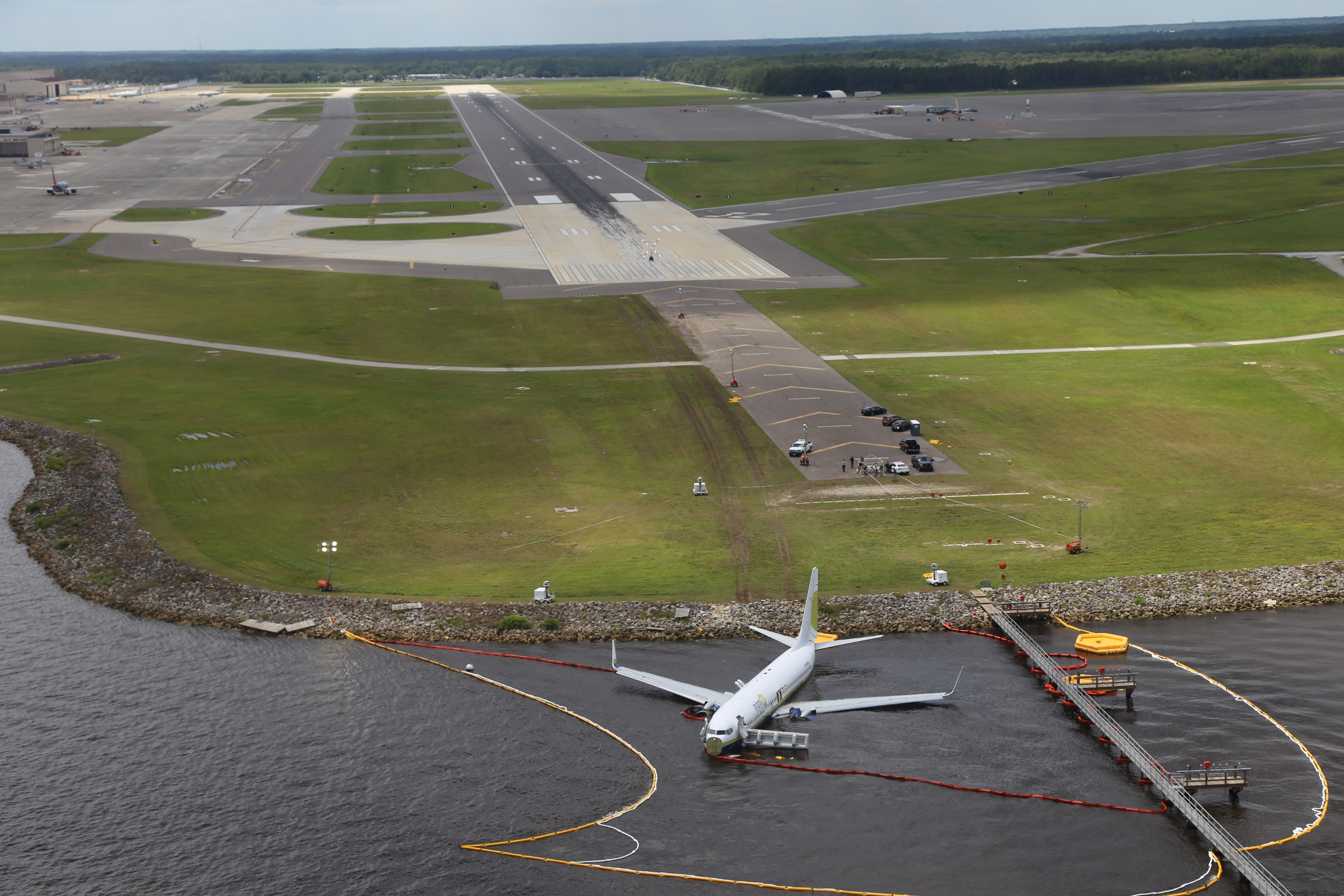
Vista aéreo (apontando oeste) do N732MA no Rio St. Johns após a saída de pista na Estação Aérea Naval de Jacksonville, Pista 28/10

O acidente está sendo investigado pelo Conselho Nacional de Segurança nos Transportes (NTSB), Boeing e a Marinha dos Estados Unidos. Os relatórios iniciais da investigação focaram em uma possível falha do reversor de empuxo e na solicitação do piloto para mudar de pista.
O reversor de empuxo direito estava inoperante no momento da decolagem, conforme permitido pela lista de equipamentos mínimos, o que tornou os reversores de empuxo indisponíveis após o pouso da aeronave.
Durante a aproximação de pouso, o piloto fez o check-in na torre de Jacksonville às 21:22:19; o controlador de aproximação aconselhou o piloto a pousar na Pista 28. As condições meteorológicas registradas às 21:22 incluíram chuva forte e tempestades com ventos de 7,4 km/h. As tempestade começou às 21:04. Embora a aeronave foi aconselhada a pousar na Pista 28 (leste a oeste), que tem 2.700 metros de comprimento, o piloto solicitou se a direção oposta (oeste para leste, designada Pista 10) estava disponível em 9:23:25. A torre informou ao piloto que a chuva estava aumentando aproximadamente 5 milhas (8,0 km) da aproximação para a Pista 10. Além disso, o uso da Pista 10 reduziria a distância de pouso disponível para 2.400 m devido ao limiar da pista deslocado resultante da presença de equipamentos de travamento na extremidade oeste da pista.
Às 21:24:55, o piloto ligou para a torre novamente por rádio para obter orientação sobre o uso da Pista 28 ou 10; o controlador da torre disse que ambos eram "bastante ásperos" e "bastante engatados", mas os ventos continuaram favorecendo o uso de 28. A torre direcionou o piloto a virar à direita para um rumo de 010° e descer e manter uma altitude de 3.000 pés (910 m) às 9:26:11; a torre de controle então direcionou o piloto para um rumo de 040° às 9:27:56. Às 21:30:03, o controlador avisou ao piloto que a tempestade estava se movendo para o leste, favorecendo a aproximação da Pista 10, e o piloto concordou em redirecionar para 10. Depois que a comunicação do piloto foi enviado ao controlador do radar, radar o controle autorizou a aterrissagem da aeronave às 9:39:49.
A investigação pós-acidente mostrou que a aeronave pousou aproximadamente 490 metros além do limite deslocado e virou para a direita, atingindo aproximadamente 23 metros da linha central da Pista 10 em um ponto a 1.900 metros do limite deslocado. Nesse ponto, a aeronave havia saído da superfície da pista, atingindo posteriormente o quebra-mar.
Uma semana após o acidente, a aeronave foi içada para uma barcaça e flutuou rio acima no rio St. Johns, indo para a costa do Parque Industrial Reynolds em Green Cove Springs. Após uma investigação do NTSB, o avião será sucateado. O NTSB publicou uma atualização para sua investigação em 23 de maio de 2019.